# Таїшево (Мечетлінський район)
Таї́шево (рос. Таишево, башк. Тайыш) — присілок у складі Мечетлінського району Башкортостану, Росія. Входить до складу Юнусовської сільської ради.
Населення — 343 особи (2010; 328 в 2002).
Національний склад:
- башкири — 97 %